# أليمان (أين)
أليمان هي بلدية في إقليم أين في منطقة أو دو فرانس شمال فرنسا .

## جغرافية
تقع أليمان حوالي 10 كم شمال شرقي سواسون و 15 كم جنوب غرب لاون. يمر الطريق الوطني رقم 2 (N2) من سواسون إلى لاون على طول حدوده الجنوبية وله مخارج في كل من الزاويتين الجنوبية الغربية والجنوبية الشرقية للبلدية. على الجانب الغربي، يشكل الطريق الإقليمي D26، الذي يخرج من N2 ، جزءًا من الحدود الغربية للبلدية ثم يمر عبر الجزء الغربي من البلدية. ومع ذلك، لا يوجد اتصال بين هذا الطريق والقرية التي يجب الوصول إليها من الشمال على الطريق الإقليمي D143 القادم جنوبًا من تقاطعها مع D14 بالقرب من بينون . يؤدي الخروج من N2 عند الزاوية الجنوبية الشرقية إلى طريق D14 الذي لا يمر عبر البلدية. ومع ذلك، هناك عدد من الطرق الريفية المؤدية من هذا المخرج إلى البلدية والتي يمكن من خلالها الوصول إلى القرية. البلدية مغطاة بشكل متساوٍ إلى حد ما بالأراضي الزراعية والغابات.

## التاريخ
في 17 يونيو 1944 ، انطلق الصاروخ الباليستي الألماني من طراز في-1 من فينياكور (بالفرنسية: Vignacourt) في السوم، فانحرف عن مساره وسقط في إقليم البلدية في الساعة 4.30 صباحًا. كان هتلر يزور مقره في Margival - the Wolfsschlucht II ، 3 فقط على بعد كيلومترات - لمناقشة الوضع على جبهة نورماندي مع المارشال روميل وفون روندستيد، ولكن نتيجة لانحراف الصاروخ، هرعوا إلى ألمانيا ولم يذهبوا كما هو مخطط إلى مقر لاروش جويون في روميل. كانت هذه زيارته الوحيدة للمقر المحصن وزيارته الأخيرة لفرنسا.

## الإدارة
قائمة رؤساء البلديات المتعاقبين في ألميانت 
| من عند | إلى  | اسم            | حفل | موضع |
| ------ | ---- | -------------- | --- | ---- |
| 1888   |      | Onésime Poëlle |     |      |
| 2001   | حاضر | مارك هينيفوكس  | DVG |      |

(ليست كل البيانات معروفة)

### روابط خارجية
- Allemant على موقع IGN القديم باللغة الفرنسية
- موقع 40000 Bells باللغة الفرنسية
- Allemant على Lion1906
- Allemant على موقع Géoportail ، موقع المعهد الجغرافي الوطني (IGN) باللغة الفرنسية
- Allement على خريطة كاسيني عام 1750